# پل وندکوس
پل وندکوس (انگلیسی: Paul Wendkos؛ ۲۰ سپتامبر ۱۹۲۵ – ۱۲ نوامبر ۲۰۰۹) یک کارگردان اهل ایالات متحده آمریکا بود.
وی کارگردان فیلم‌هایی همچون حق مردن و توپ برای کوردوبا بوده‌است.